# Kortstreckad videguldmal
Kortstreckad videguldmal (Phyllonorycter brevilineatellus) är en fjärilsart som först beskrevs av Per Benander 1944.  Kortstreckad videguldmal ingår i släktet guldmalar, och familjen styltmalar. Arten är reproducerande i Sverige.